# Barragem de Sordo
A Barragem de Sordo foi construida sobre o rio Sordo, localizando-se no município de Vila Real, no Distrito de Vila Real, em Portugal. A barragem foi projectada em 1991 e entrou em funcionamento em 1997.

## Barragem
É uma barragem de betão (gravidade com curvatura). Possui uma altura de 36 m acima da fundação (33 m acima do terreno natural) e um comprimento de coroamento de 108 m (largura 6 m). Possui uma capacidade de descarga máxima de .. (descarga de fundo) + 200 (descarregador de cheias) m³/s.

## Albufeira
A albufeira da barragem apresenta uma superfície inundável ao NPA (Nível Pleno de Armazenamento) de 0,084 km² e tem uma capacidade total de 1 Mio. m³ (capacidade útil de 0,85 Mio. m³). As cotas de água na albufeira são: NPA de 522,5 metros, NMC (Nível Máximo de Cheia) de 525,5 metros e NME (Nível Mínimo de Exploração) de 507 metros.

## Central hidroeléctrica
A central hidroeléctrica é constituída por dois grupos Pelton com uma potência total instalada de 10 MW. A energia produzida em ano médio é de 25 Mio. kWh.